# Gamocarpha selliana
Gamocarpha selliana är en calyceraväxtart som beskrevs av Karl Friedrich Carlos Federico Reiche. Gamocarpha selliana ingår i släktet Gamocarpha och familjen calyceraväxter. Inga underarter finns listade i Catalogue of Life.